# JUST ONE LIFE
「JUST ONE LIFE」（ジャスト・ワン・ライフ）は、日本のロックバンドであるSPYAIRの楽曲。同バンドの13枚目のシングルとして、2013年11月13日にSony Music Associated Recordsからリリースされた。

## 概要
前作「現状ディストラクション」以来、約4か月ぶりのリリースである。表題曲の「JUST ONE LIFE」は、フジテレビ系アニメ『サムライフラメンコ』のオープニングテーマに起用され、プロデューサーにagehaspringsの玉井健二を迎い入れて制作された。
表題曲にはミュージック・ビデオが制作されており、メンバーの発案で、爆発、花火、炎を使用した派手な演出となっている。ファッションもアメリカンな曲のイメージに合わせ、革ジャンにサングラスを着用し、これまでとのイメージチェンジを図っている。
初回生産限定盤と通常盤の2形態でリリースされ、初回盤には、「JUST ONE LIFE」のミュージック・ビデオを収録したDVDが付属される。

## 収録曲

### CD
- 全作詞：MOMIKEN、作曲・編曲：UZ

1. JUST ONE LIFE [4:01]
  - フジテレビ系アニメ『サムライフラメンコ』オープニングテーマ[8]

「バカみたいに熱く夢を描きつづけようぜ！」というメッセージの込められた、ストレートなアメリカンロック[7]。
2. Radio [3:42]
ZIP-FM開局20周年を記念して制作されたコラボソング。
3. JUST ONE LIFE (inst.) [4:01]
4. Radio (inst.) [3:35]

### DVD（初回生産限定盤のみ）
1. JUST ONE LIFE (Music video)

## 収録アルバム
JUST ONE LIFE
- 『BEST』（#3）

Radio
- 『BEST』（BONUS DISC #2）